# Kajika
Kajika (カジカ?) è un manga scritto e illustrato da Akira Toriyama, pubblicato da Shūeisha e serializzato sulla rivista Weekly Shōnen Jump nel 1998.

## Trama
Kajika è un ragazzo dotato di poteri speciali. Da giovane era ribelle e quasi malvagio, e quando uccise senza motivo una volpe lo spirito di questa lo maledisse, trasformandolo in un ragazzo-volpe e condannandolo a salvare mille vite per poter tornare normale. Cacciato dalla sua tribù, è ormai in viaggio da cinque anni, in compagnia dello spirito della volpe, di nome Gigi, con sole altre dieci vite da salvare. Oltre a grandi abilità di combattimento, Kajika possiede anche il particolare potere di far uscire la malvagità dai corpi delle persone, facendole diventare buone. Il suo obiettivo è quello di sciogliere la maledizione arrivando a salvare 1000 vite, per riacquisire la totalità della sua forza, in quanto lo stato di uomo-volpe limita la sua potenza, impedendogli di sfruttare fino in fondo le sue potenzialità.
Un giorno il ragazzo incontra Haya, una ragazza inseguita da dei criminali in cerca di un uovo di drago, prezioso poiché rarissimo, si narra che chi beva sangue di drago ottenga enormi poteri. Haya stando ormai alle strette, viene salvata da Kajika che osservava la situazione e libera dalla malvagità gli scagnozzi. Che tornati dal boss per spiegare con le buone i motivi di mancata riuscita vengono freddati all'istante, Gibachi il Boss decide di mandare un aristocratico killer per recuperare l'uovo e la situazione, Isaza. Davanti a quest'ultimo compare Donko, uno strano personaggio che per soli 200.000 Don lo guiderà a trovare l'uovo, imbattendosi così su Kajika, Donko essendo più veloce di Isaza se ne fa beffa e avvisa Kajika, che sulle sue tracce c'è un killer di fama mondiale, per l'aiuto si fa pagare 10.000 Don.
Il doppio gioco finisce con lo scontro tra Isaza e Kajika, i due che sembrano equivalersi scoprono di appartenere ad un antico clan di nome Kawa estinto ormai da anni a causa di un'eruzione. Isaza mette a tacere Kajika che risulta più debole per causa della maledizione, ripreso l'uovo, Gigi e Kajika rimangono a terra esausti, quando si presenta nuovamente Donko il ragazzo misterioso decide di aiutarli nuovamente riprendendo l'uovo dalle mani del killer. Isaza li insegue ma stavolta il boss lo informa che sarà lì per ottenere di persona ciò che desidera, bere il sangue di drago e ottenere la forza mostruosa. Ad un certo punto l'uovo si schiude e il draghetto che ne esce inizia a nutrirsi e a crescere con incredibile velocità, ma ad un tratto: "BANG!". Il draghetto cade atterra esanime in una pozza di sangue che vede il boss Gibachi nutrirsene e trasformarsi sotto gli occhi di tutti in un uomo rugoso e squamoso, mostrando subito la sua terribile forza contro Kajika che è ormai allo stremo delle forze.
A questo punto è Isaza che si mette in primo piano e gli salva la vita; Gibachi già avendo preventivato di ucciderlo si presta subito a farlo ma a Kajika manca solo una vita da salvare per liberarsi dalla maledizione e riacquisire i poteri perduti, allorché Haya gli ricorda della sua pillola salva vita che gli aveva donato in precedenza. Riuscendo a farla inghiottire al drago, lo salva e libera finalmente il suo potenziale. La superiorità di Kajika è evidente tanto che Gigi lo incoraggia ad uccidere ciò che è puramente malvagio, ma esso lo risparmia e lo purifica dal maligno che si dimostra come un enorme fluido a forma di palla nera. Egli avverte gli amici di non avvicinarsi e di non toccare il fluido nero, altrimenti sarebbero diventati anch'essi malvagi. Distruggendo la sfera esso ristabilisce gli ordini e permette che tutti possano tornano alle loro vite, ma la ormai volpe Gigi restando assieme a Kajika in giro per il deserto, soffre le lunghe camminate e ad un punto si fa lanciare un sasso che colpendolo lo fa cadere e morire... rimaledicendo così nuovamente il ragazzo. (S.R.)

## Personaggi
- Kajika (カジカ?) è un ragazzo da un enorme potenziale, che però non può usare a causa di una maledizione fattagli da una Volpe che lo ha trasformato in mezza volpe e costretto a salvare 1000 vite per liberarsene.
- Gigi (ギギ?) è la volpe che ha maledetto Kajika, è pura e quando un giovane Kajika lo colpisce con un masso facendola morire, lo maledice inseguedolo e ricordandogli di salvare 1000 vite.
- Haya (ハヤ?) è una giovane in possesso di un uovo di drago, è ricercata da dei tipi loschi, che vogliono impadronirsene per ricavare dal nascituro il sangue di drago; berlo equivale a ottenere una forza sovraumana.
- Isaza (イサザ?) è un aristocratico killer appartenente a un clan ormai estinto di abili guerrieri i Kawa lavora per denaro e viene assoldato da Gibachi.
- Donko (ドンコ?) è un piccolo e cicciottello ragazzino, almeno così sembrante, che guadagna da vivere truffando in un certo modo i clienti attraverso le informazioni che da, non a caso fa il doppio gioco con Isaza e Kajika, facendosi pagare da l'uno per l'informazione di dove si trova l'altro e poi a sua volta ripete la stessa cosa con l'altro; se non altro è velocissimo e questa sua grande abilità gli permette di svolgere egregiamente il suo lavoro.
- Gibachi (ギバチ?) è visto come un boss mafioso, per i suoi modi crudi di giustiziare gli incompetenti, nel suo lavoro cerca sempre il sopraffino e ciò che vuole ardentemente è bere il sangue di drago per ottenere la forza sovraumana.

## Pubblicazione
| Nº | Titolo italiano Giapponese 「Kanji」 - Rōmaji | Data di prima pubblicazione       | Data di prima pubblicazione |
| Nº | Titolo italiano Giapponese 「Kanji」 - Rōmaji | Giapponese                        | Italiano                    |
| 1  | Kajika 「カジカ」 - Kajika | 8 gennaio 1999 ISBN 4-08-872658-8 | 17 ottobre 2000             |
| 1  | Capitoli - 01. La maledizione di Kajika (呪われたカジカ?, Norowareta Kajika) - 02. L'ambizione di Gibachi (ギバチの野望?, Gibachi no yabō) - 03. Kajika e Isaza (カジカとイサザ?, Kajika to Isaza) - 04. Il terzo uomo (第3の男?, Daisan no otoko) - 05. I veri poteri di Isaza (イサザの実力?, Isaza no jitsuryoku) - 06. Il progetto di Donko (ドンコの作戦?, Donko no sakusen) - 07. Lo shock di Kajika (カジカのショック?, Kajika no shokku) - 08. La forza del dragone (ギバチのドラゴンパワー?, Gibachi no doragon pawā) - 09. Si scioglie l'incantesimo?! (解けるか!?呪い?, Tokeru ka!? Noroi) - 10. La battaglia decisiva (決闘!カジカ対ギバチ?, Kessen! Kajika tai Gibachi) - 11. Esitazione fatale (カジカの迷い?, Kajika no mayoi) - 12. La gentilezza di Kajika (やさしいカジカ?, Yasashii Kajika) |                                   |                             |

### Edizioni nel mondo
| Nazione   | Casa editrice      | Data di pubblicazione |
| --------- | ------------------ | --------------------- |
| Giappone  | Shūeisha           | 1998                  |
| Francia   | Glénat             | 2000                  |
| Italia    | Star Comics        | 17 ottobre 2000       |
| Spagna    | Planeta DeAgostini |                       |
| Germania  | Carlsen Comics     | Giugno 2001           |
| Svezia    | Carlsen Comics     | 12 febbraio 2004      |
| Danimarca | Carlsen Comics     | 3 ottobre 2003        |
| Malaysia  | Comics House       |                       |
| Finlandia | Sangatsu Manga     | 6 ottobre 2006        |